# جيمي ريان (لاعب كرة قدم)
جيمي ريان (بالإنجليزية: Jimmy Ryan)‏ (12 مايو 1945 بإستيرلينغ في المملكة المتحدة - ) هو مدرب كرة قدم ولاعب كرة قدم بريطاني في مركزي الوسط وجناح ‏. لعب مع مانشستر يونايتد ونادي لوتون تاون ودالاس تورنايدو وويتشاتا وينغز ‏.

## وصلات خارجية
- جيمي ريان على موقع قاعدة بيانات كرة القدم.إي يو (الإنجليزية)